# Hausdorff-Raum

Zwei Punkte, die durch Umgebungen getrennt werden.

Ein Hausdorff-Raum (auch hausdorffscher Raum oder Hausdorffraum; nach Felix Hausdorff) oder separierter Raum ist ein topologischer Raum {\displaystyle M}, in dem das Trennungsaxiom {\displaystyle T_{2}} (auch Hausdorffeigenschaft oder hausdorffsches Trennungsaxiom genannt) gilt.

## Definition
Ein topologischer Raum {\displaystyle M} hat die Hausdorffeigenschaft, wenn für alle {\displaystyle x,y\in M} mit {\displaystyle x\neq y} disjunkte offene Umgebungen {\displaystyle U_{x}} und {\displaystyle V_{y}} existieren.
Mit anderen Worten: Alle paarweise verschiedenen Punkte {\displaystyle x} und {\displaystyle y} aus {\displaystyle M} werden durch Umgebungen getrennt. Ein topologischer Raum, der die Hausdorffeigenschaft erfüllt, wird Hausdorff-Raum genannt.

## Eigenschaften
Ein Hausdorff-Raum {\displaystyle M} lässt sich durch jede der folgenden zur Hausdorffeigenschaft äquivalenten Eigenschaften charakterisieren:
- Jeder Filter auf {\displaystyle M} konvergiert gegen höchstens einen Punkt {\displaystyle x\in M}.
- Jede Einpunktmenge {\displaystyle \{x\}} ist der Durchschnitt ihrer abgeschlossenen Umgebungen.
- Die Diagonale {\displaystyle \Delta :=\{(x,x)\;|\;x\in M\}} ist abgeschlossen bezüglich der Produkttopologie.

Insbesondere sind in Hausdorff-Räumen Grenzwerte von Folgen – anders als in allgemeinen topologischen Räumen – eindeutig. Dabei konvergiere eine Folge {\displaystyle x_{n}} in einem topologischen Raum {\displaystyle X} gegen einen Punkt {\displaystyle x}, wenn zu jeder Umgebung {\displaystyle U} von {\displaystyle x} ein {\displaystyle N\in \mathbb {N} } existiert, sodass {\displaystyle x_{n}\in U} für alle {\displaystyle n\geq N} gilt.
Unterräume von Hausdorff-Räumen bilden wiederum Hausdorff-Räume.
Ebenso überträgt sich die Hausdorffeigenschaft auf beliebige Produkte von Hausdorff-Räumen.

## Einordnung in die Hierarchie topologischer Räume

### Vergleich mit schwächeren Trennungseigenschaften
Nach Definition besitzt jeder Hausdorff-Raum die T1-Trennungseigenschaft und ist damit auch ein T0-Raum.
Ein topologischer Raum ist genau dann ein Hausdorff-Raum, wenn er präregulär (R1) ist:
alle paarweise topologisch unterscheidbaren Punkte {\displaystyle x} und {\displaystyle y} aus {\displaystyle M} werden durch Umgebungen getrennt,
und die Kolmogoroff-Eigenschaft (T0) besitzt:
alle paarweise verschiedenen Punkte {\displaystyle x} und {\displaystyle y} aus {\displaystyle M} sind topologisch unterscheidbar.
Topologisch unterscheidbar heißen zwei Punkte {\displaystyle x} und {\displaystyle y} genau dann, wenn es eine offene Menge gibt, die den einen Punkt enthält, den anderen aber nicht. "Durch Umgebungen getrennt" werden die Punkte {\displaystyle x,y} per definitionem dann, wenn es offene Umgebungen {\displaystyle x\in U_{x},y\in V_{y}} mit {\displaystyle U_{x}\cap V_{y}=\emptyset } gibt.
Beweis:
- Wenn R1 und T0 gegeben sind, folgt unmittelbar T2: diesen Schluss kann man rein formal ziehen, ohne zu wissen, was topologisch unterscheidbar überhaupt heißt.
- Der umgekehrte Schluss von T2 auf R1 und T0 geht so:
  - Aus der Definition von T2 folgt für verschiedene {\displaystyle x}, {\displaystyle y} die Existenz der Menge {\displaystyle U_{x}}, die {\displaystyle x}, aber nicht {\displaystyle y} enthält, ergo gilt T0.
  - Seien {\displaystyle x}, {\displaystyle y} zwei topologisch unterscheidbare Punkte: dann gibt es eine Menge, die den einen Punkt enthält, den anderen aber nicht; somit ist {\displaystyle x\neq y}. Dann folgt mit T2, dass {\displaystyle x} und {\displaystyle y} durch Umgebungen getrennt sind. Ergo gilt R1.

Eine weitere Abschwächung, die zwischen {\displaystyle T_{1}} und Hausdorff-Raum liegt, ist der schwache Hausdorff-Raum.

### Verschärfungen der Hausdorffeigenschaft
- Kann man in obiger Definition die offenen Mengen sogar so wählen, dass deren Abschlüsse auch noch disjunkt sind, so spricht man von einem Urysohn-Raum.
- Gibt es zu je zwei verschiedenen Punkten eine stetige Funktion des Raums in die reellen Zahlen {\displaystyle \mathbb {R} }, die auf diesen Punkten verschiedene Werte annimmt, so nennt man den Raum einen vollständigen Hausdorff-Raum.
- Weitergehende Verschärfungen dieses Begriffs finden sich im Artikel "Trennungsaxiom".

## Beispiele
So gut wie alle in der Analysis betrachteten Räume sind Hausdorff-Räume.
Insbesondere ist jeder metrische Raum ein Hausdorff-Raum.
Im Gegensatz zur Filterkonvergenz ist die Eindeutigkeit von Folgengrenzwerten nur eine notwendige Bedingung für die Hausdorffeigenschaft. Stattet man z. B. eine überabzählbare Menge wie die reellen Zahlen mit der koabzählbaren Topologie aus, so erhält man einen nicht-hausdorffschen Raum, in dem konvergente Folgen genau einen Grenzwert besitzen.
Ein Beispiel für einen Hausdorff-Raum, der kein metrischer Raum ist, ist die Menge der abzählbaren Ordinalzahlen mit der gewöhnlichen Ordnungstopologie.
Wird das Spektrum eines Ringes mit der Zariski-Topologie versehen, erhält man einen nüchternen topologischen Raum, der meist nicht präregulär, geschweige denn hausdorffsch ist.
Viele Beispiele nicht-hausdorffscher Räume erhält man als Quotientenräume von Mannigfaltigkeiten bzgl. mancher Gruppenwirkungen oder allgemeinerer Äquivalenzrelationen. Zum Beispiel ist der Blattraum der Reeb-Blätterung (also der Quotientenraum bzgl. der Äquivalenzrelation: zwei Punkte sind genau dann äquivalent, wenn sie zum selben Blatt gehören) nicht hausdorffsch.
Lokaleuklidische Räume müssen nicht hausdorffsch sein. Der aus zwei Kopien von {\displaystyle \mathbb {R} ^{1}} durch Identifizierung eines offenen Intervalls entstehende Raum ist lokal homöomorph zum {\displaystyle \mathbb {R} ^{1}}, aber nicht hausdorffsch.

## Anmerkung
- Der Begriff des separierten Raums (= Hausdorff-Raums) steht in keiner Beziehung zum Begriff des separablen Raumes.[1]